# Peter Meyer (Fußballspieler, 1940)

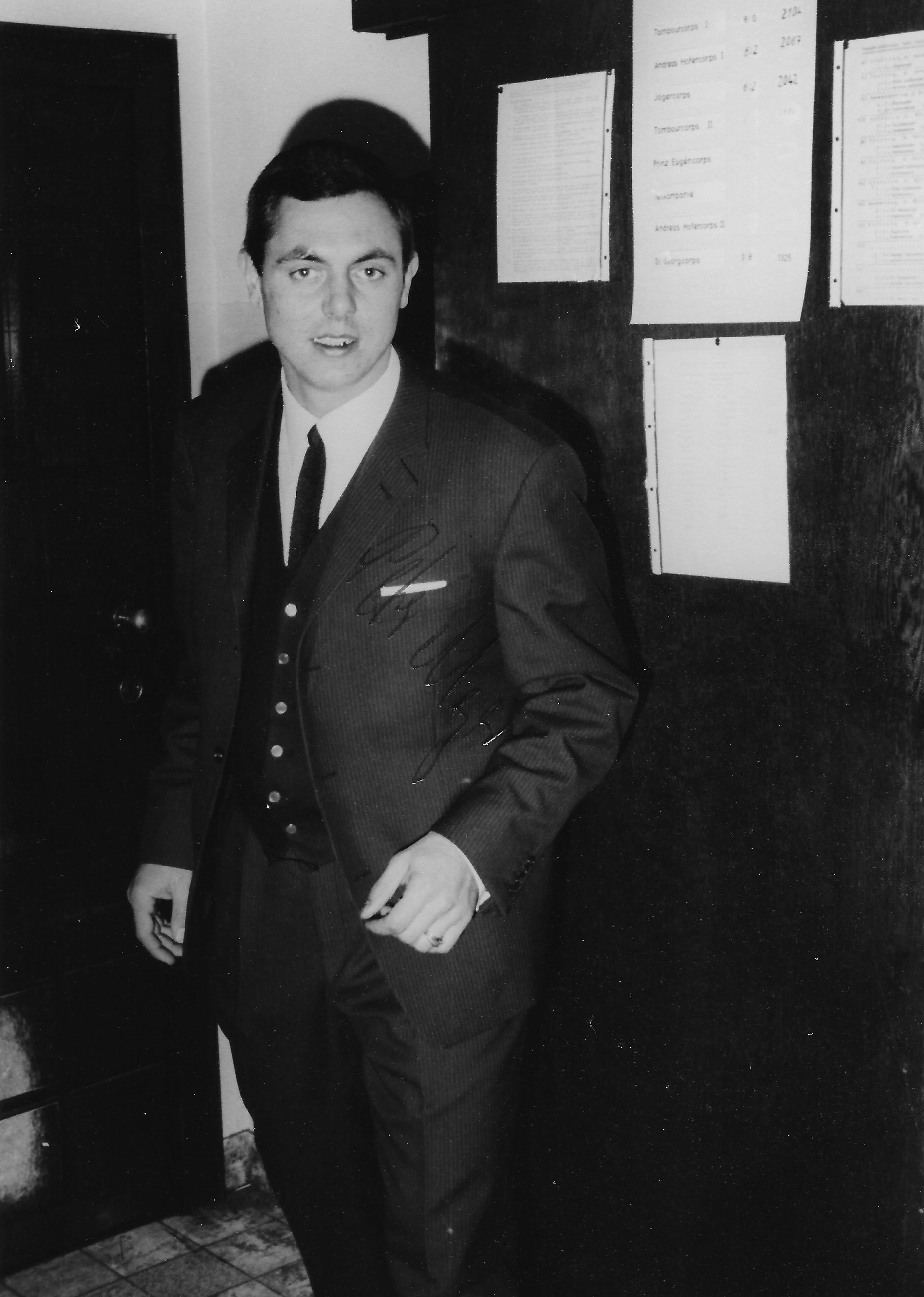
Aufnahme von 1967

Peter Meyer (* 18. Februar 1940 in Düsseldorf) ist ein ehemaliger deutscher Fußballspieler, der im Jahre 1967 zu einem Einsatz in der A-Nationalmannschaft kam.

## Karriere

### Vereine

#### Fortuna Düsseldorf
Über die Stationen SpVgg Wersten 04 und TuRU Düsseldorf kam der junge Mittelstürmer 1960 zu Fortuna Düsseldorf. Zunächst spielte er bei den Amateuren. Ab der Runde 1961/62 wurde er bei der Fortuna Vertragsspieler in der Oberliga West, in die der Fortuna 1960/61 wieder der Aufstieg geglückt war. Seinen ersten Ligaeinsatz absolvierte er am dritten Spieltag beim 2:1-Sieg bei Alemannia Aachen. Eine Woche später ließ er beim 4:1-Heimsieg gegen den 1. FC Köln seine ersten beiden Tore gegen den Nationalmannschaftsstopper Leo Wilden folgen. Von 1961 bis 1963 spielte er 47 Mal in der Oberliga West und erzielte dabei 32 Tore für die Düsseldorfer. 1962 erreichte er mit der Fortuna das DFB-Pokalfinale, wo sie mit 1:2 n. V. gegen den 1. FC Nürnberg verloren.
Da die Rheinländer nicht in die neue Fußball-Bundesliga 1963/64 aufgenommen worden waren, folgten für den torgefährlichen Stürmer drei Runden in der Regionalliga West. Hier brachte er es auf 93 Spiele mit 72 Toren. In der Aufstiegsrunde 1966 zur Fußballbundesliga setzte sich Fortuna Düsseldorf gegen FK Pirmasens, Hertha BSC und die Offenbacher Kickers durch. In den sechs Spielen steuerte „Pitter“ Meyer vier Tore bei. Der Klassenerhalt in der Runde 1966/67 gelang den Fortunen in der Bundesliga aber nicht. Der als „Bruder Leichtfuß“ titulierte Mittelstürmer absolvierte in dieser Runde 25 Spiele und erzielte acht Tore. Seine Torgefährlichkeit und Durchsetzungsqualitäten waren aber dem Trainer von Borussia Mönchengladbach, Hennes Weisweiler, so nachhaltig aufgefallen, dass er im Sommer 1967 auf den Bökelberg wechseln konnte.

#### Borussia Mönchengladbach
In sechs Monaten durchlebte Peter Meyer bei Borussia Mönchengladbach in der Saison 1967/68 Glanz und Elend eines Fußballstars. Er eröffnete am 1. Spieltag beim 4:3-Auswärtssieg am 19. August 1967 beim FC Schalke 04 mit drei Treffern seine Bundesligapräsenz bei den „Fohlen“ vom Niederrhein. Nach seinen zwei Treffern zum 5:2-Erfolg beim 1. FC Köln hatte er bereits nach dem 15. Spieltag 19 Tore auf seinem Konto stehen. Er war damit unangefochten Spitzenreiter der Torjägerliste und auch ein Kandidat für die Nationalmannschaft. Das Kombinationsspiel der Weisweiler-Mannschaft, das in blitzschnellen Kontern gipfelte, kam dem „Reißer-Typ“ Peter Meyer sehr entgegen. Das Gladbacher „Hurra-Spiel“ profitierte genau so von den Qualitäten des neuen Mittelstürmers, wie dieser von der Angriffsmentalität der Bökelbergtruppe.
Am 9. Januar 1968 erlitt „Pitter“ Meyer während des Trainings in der Sportschule Duisburg-Wedau einen Schien- und Wadenbeinbruch und wurde damit vorerst gestoppt. Als in der Rekonvaleszenz eine erneute Operation nötig wurde, kamen Befürchtungen für einen längeren Ausfall auf. Es kam noch schlimmer: Meyer blieb in der Rückrunde 1967/68 ohne Einsatz und konnte auch in der folgenden Saison 1968/69 kein Spiel für Mönchengladbach bestreiten. Am 2. Spieltag der Saison 1969/70, am 23. August 1969, bestritt er beim 2:1-Heimsieg gegen den FC Bayern München die ersten 45 Minuten und wurde dann wegen Schmerzen an der Bruchstelle ausgewechselt. Das war sein Abschied aus der Fußballbundesliga. Wegen der Verletzungsfolgen des Trainingsunfalls vom 9. Januar 1968 konnte er nicht mehr in der Bundesliga spielen. Durch den genannten Halbzeiteinsatz gehört er aber der Meistermannschaft des Jahres 1970 an.

### Nationalmannschaft
Der die Bundesliga-Torjägerliste anführende Peter Meyer wurde von Bundestrainer Helmut Schön für das entscheidende Spiel am 17. Dezember 1967 in Tirana gegen Albanien in der EM-Qualifikation nominiert. Gerd Müller befand sich in einem Formtief und der Routinier Franz Brungs vom Tabellenführer 1. FC Nürnberg stand für die Nationalmannschaft nicht zur Debatte. Sigfried Held und Hannes Löhr sollten über die Flügel die Bälle aus dem Mittelfeld von Günter Netzer, Hans Küppers und Wolfgang Overath in die Sturmmitte zum aktuellen Bundesligatorjäger transportieren. Dort sollten sie dann verwertet werden. So die Gedankenspiele vor dem Spiel. Nach dem torlosen 0:0-Unentschieden war Deutschland in der Qualifikation für die Fußball-Europameisterschaft 1968 gescheitert. Das Spiel in Albanien ging als Schmach von Tirana in die Annalen ein.
Durch seine Verletzung vom 9. Januar 1968 und deren Folgen konnte Peter Meyer seine internationale Klasse nicht mehr unter Beweis stellen.

## Erfolge als Spieler
Deutschland
- Deutscher Meister: 1969/70

## Sonstiges
Peter Meyer, der sich schon zu Düsseldorfer Zeiten einen Reparaturbetrieb im Kfz-Gewerbe aufgebaut hatte, ließ seine Karriere beim VfL Benrath in der Niederrhein-Verbandsliga ausklingen.